# Monasterio de Novi Afon
El monasterio de Novi Afón (en ruso: Новоафонский монастырь , Novoafonski monastir; en georgiano: ახალი ათონის მონასტერი, akhali atonis monast'eri)  o monasterio de Nueva Athos es un monasterio en Novi Afón, municipio de Gudauta, en el territorio en disputa de Abjasia. 

## Historia
Fundado en 1875 por monjes rusos provenientes del Monasterio de San Pantaleón en el Monte Athos para buscar un posible lugar de reasentamiento. Las obras de construcción del monasterio se llevaron a cabo entre 1883 y 1896. Por temor a que el Imperio otomano expulsara a los rusos del Monte Athos después del estallido de la Guerra Ruso-Turca de 1877-1878, construyeron en la década de 1880 el Monasterio del Novi Afón en estilo neobizantino, dedicándolo a Simón el Cananeo. Fueron financiados por el Zar Alejandro III de Rusia.

## Arquitectura
En el centro del edificio oeste se erige el campanario de 50 metros. En la parte baja de la torre, se ubica un refectorio monástico. En medio del complejo monástico se alza la iglesia de cinco cúpulas de San Panteleimón, en cuya arquitectura se distinguen los rasgos del llamado estilo neobizantino. El interior de la iglesia está totalmente embellecido con la decoración mural. 
Su catedral, de gran tamaño y esplendor con capacidad para tres mil persona está decorada con frescos e interiores que costaron 70.000 rublos aproximadamente.

## Presente
El monasterio ha recibido el estatus de monumento cultural inamovible en Georgia. 
En mayo de 2019, el acceso de turistas al monasterio fue cerrado.